# Tumu (Libyen)
Tumu in Libyen (auf Arabisch تومو) ist ein Grenzübergang im Munizip Murzuq an der Grenze mit Niger. Er befindet sich 310 Kilometer südlich von Al Qatrun, der nächstgelegenen Siedlung auf dem Weg durch die Wüste Sahara in Richtung Madama (Niger).
Das Oasendorf Tumu besteht aus einigen wenigen Baracken des libyschen Militärs, das die Grenze kontrolliert. Der Ort ist Durchgangsstation für viele Migranten aus der Sahelzone, insbesondere aus Niger, Nigeria, Mali, Mauretanien und Senegal. Der Grenzübergang ist häufig geschlossen, weshalb es notwendig ist, dass aus Niger kommende Reisende sich in Al Qatrun melden.